# Francolin de Clapperton
Pternistis clappertoni
Espèce
Statut de conservation UICN

 LC  : Préoccupation mineure
Le Francolin de Clapperton (Pternistis clappertoni) est une espèce d'oiseaux de la famille des Phasianidae.

## Distribution
Afrique centrale : est du Mali (Azaouak), centre et sud-est du Niger, nord-est du Nigéria (Bornou), sud du Tchad, sud-est du Soudan, Éthiopie (à l’ouest de la Rift Valley), nord-est de l’Ouganda.

## Sous-espèces
De nombreuses sous-espèces ont été décrites, mais aucune n’est reconnue par Urban et al. (1986).  La moustache noire varie : les individus du nord de l’Éthiopie,  du nord-est du Soudan et de l’Érythrée n’en ont pas ( F.c.sharpii  Ogilvie-Grant 1892, F.c.koniseggi Madarasz 1914, F.c.nigrosquamatus Neumann 1902). De même, l’importance des écailles noires situées sur les parties inférieures varie aussi, les oiseaux collectés à l’ouest de la longitude 30°Est étant beaucoup moins marqués que ceux collectés à l’est (Hennache & Ottaviani 2011).

## Habitat
Le francolin de Clapperton est inféodé aux savanes semi-arides et notamment aux prairies d’herbes du genre Hyparrhenia, parsemées de buissons et d’arbres appartenant aux genres Acacia, Terminalia, Combretum jusqu’à 2300 m (del Hoyo et al. 1994).

## Mœurs
Ce francolin se tient généralement en couples ou en petits groupes familiaux. Il est aisément repérable par son cri distinctif, qu’il émet du haut d’une termitière ou d’un arbre bas. Il est particulièrement vocal au petit matin et le soir. Il passe la nuit, et parfois une partie de la journée, dans de petits arbres (Madge & McGowan 2002). Son alimentation consiste en graines, baies et invertébrés dont des insectes et de petits mollusques (Urban et al. 1986).

## Voix
Elle est similaire à celle des francolins à double éperon et de Heuglin. Le cri d’alarme est un kerak rauque et portant loin, répété jusqu’à six fois et souvent suivi par quatre-cinq courtes notes kek. Il existe aussi une double note sifflée (Madge & McGowan 2002).

## Nidification
Le nid est une petite cavité creusée dans le sol et bien dissimulée dans la végétation. Les pontes ont été constatées en août-septembre au Mali et au Soudan, entre juillet et septembre au Tchad, en février-mars au Nigéria, en février et entre avril et décembre en Éthiopie. L’importance des pontes est inconnue mais un maximum de quatre jeunes a été observé en compagnie de leurs parents (del Hoyo et al. 1994).

## Statut
L’espèce peut être localement commune mais elle reste sporadique sur l’ensemble de son aire, régressant dans la Rift Valley en Éthiopie en raison de la dégradation de son l’habitat (Madge & McGowan 2002).